# Expédition de Carthagène (1697)
Pour les articles homonymes, voir Bataille de Carthagène.
Guerre de la Ligue d'Augsbourg
Batailles
- Philippsbourg (1688)
- Sac du Palatinat (1689)
- Baie de Bantry (1689)
- Mayence (1689)
- Walcourt (1689)
- Fleurus (1690)
- Cap Béveziers (1690)
- La Boyne (1690)
- Limerick (1690)
- Staffarda (1690)
- Québec (1690)
- Coni (1691)
- Mons (1691)
- Leuze (1691)
- Aughrim (1691)
- La Hougue (1692)
- Namur (1692)
- Steinkerque (1692)
- Lagos (1693)
- Neerwinden (1693)
- La Marsaille (1693)
- Charleroi (1693)
- Saint-Malo (1693)
- Rivière Ter (1694)
- Camaret (1694)
- Texel (1694)
- Dieppe (1694)
- Bruxelles (1695)
- Namur (1695)
- Dogger Bank (1696)
- Carthagène (1697)
- Barcelone (1697)
- Baie d'Hudson (1697)

L'expédition de Carthagène du 2 mai 1697 fut le dernier grand combat entre les royaumes de France et d'Espagne avant le traité de Ryswick de 1697. Elle fut une totale réussite pour le chef d'escadre Jean-Bernard de Pointis et son commanditaire, l'amiral Jean-Baptiste du Casse, gouverneur français de Saint-Domingue.

## Déroulement

### Contexte
La guerre de la Ligue d'Augsbourg touchait à sa fin et son issue demeurait indécise. La marine anglaise, la Royal Navy, avait pris un net ascendant sur la Marine royale de Louis XIV et le roi de France était à la recherche d'un succès sur les mers, afin de pouvoir signer le traité de Ryswick, avec les Espagnols en position de force. 
De son côté, ce traité permettrait au royaume d'Espagne de mettre fin aux incertitudes sur son empire sud-américain. L'expédition de Carthagène est également pour Louis XIV un moyen d'obtenir un territoire qu'il convoitait : la partie ouest de Saint-Domingue, qui lui permet de créer dès 1698 la Compagnie de Saint-Domingue, puis la Compagnie de Guinée, confiée à son proche financier Antoine Crozat.

### L'expédition

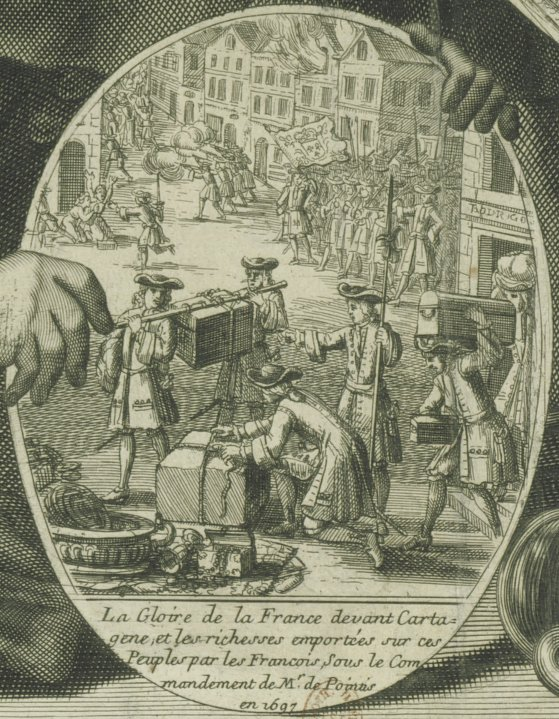
Le pillage du port de Carthagène par les hommes de Pointis (gravure de 1698).

Le roi s'associe à l'expédition en fournissant sept vaisseaux et trois frégates. L'escadre part de Brest, le 7 janvier 1697 et arrive le 3 mars à Saint-Domingue. Jean-Bernard de Pointis convainc Jean-Baptiste du Casse de s'y associer, malgré ses craintes et la difficulté à rallier les flibustiers. Ducasse espère s'emparer de Porto Bello, pour franchir l'isthme de Panama, mais Carthagène des Indes en est trop éloignée jugent beaucoup de flibustiers.
Joseph d'Honon de Gallifet, qui succédera à Du Casse en 1700, fut l'un des acteurs de l'expédition de Carthagène, à la tête de « 110 volontaires coloniaux », assistés de « 180 noirs libres » sous la direction de Jean-Joseph de Paty.
Début mars, la flotte quitte le port de Petit Goâve à Saint-Domingue et est en vue de Carthagène à la fin du mois, avec 1 200 hommes venus de Brest accompagnée d'environ 650 flibustiers et boucaniers.
Elle se présente devant la ville le 13 avril 1697. Les Français débarquent deux jours après à Boca-Chica (en). Ils montent à l'assaut des châteaux de San Luis de Bocachica, barrant l'entrée de la baie, et défendue par Don Sancho Jimeno et 139 hommes, qui se rendent le 16 avril. Le 20 avril, les Français attaquent la ville qui se rend rapidement et verse une rançon de 9 millions de livres, ce qui n'empêchera pas le pillage de cette dernière.
Le 6 mai 1697, les Français entrent dans la ville et jusqu'au 24 mai la pillent, pour un butin estimé entre 10 et 20 millions de livres. Il est en principe partagé à égalité, mais une partie des 650 flibustiers et boucaniers jugent le partage inégal et se livrent à un second pillage de la ville. Près de 2 millions auraient dû revenir aux flibustiers selon le pacte passé avec eux le 22 mars 1697, à bord du navire amiral, puis renouvelé devant le porche de leur église, celle de Petit Goâve, dans l'ouest de Saint-Domingue. On ne donne pourtant qu'une solde de militaires, décision qui peut s'expliquer par la présence de près de 1 200 militaires venus de France, majoritaires dans l'expédition. Le botaniste et voyageur-naturaliste Charles Plumier, en visite à Saint-Domingue, est chargé d'intercéder auprès de Versailles pour obtenir un partage plus juste, dans le récit qu'il fait au roi. 
Les flibustiers s'étonnent que Jean-Bernard de Pointis quitte la terre ferme espagnole alors qu'il avait promis que Du Casse en deviendrait le gouverneur. Mais la fièvre jaune décime peu à peu l'expédition, tout comme elle anéantira une partie des Écossais du projet Darién peu après. Les maladies tropicales faisaient facilement des ravages dans un corps expéditionnaire de grande dimension venu directement d'Europe, le nombre de soldats augmentant la possibilité pour le virus de se nourrir d'un organisme plus vulnérable que les autres et de là se propager à toute la troupe.
Plusieurs des flibustiers français ne rentrent pas à Saint-Domingue et préfèrent mettre le cap vers le Rendez-vous de l'île d'Or, et ses environs, où le projet Darién vient d'échouer. Trois navires de flibustiers s'échouèrent sur la terre ferme, près de Carthagène, et furent repris par les Espagnols, quatre autres furent capturés par les Anglais et ramenés à la Jamaïque.
Du Casse lui-même, informé des bonnes relations entre les indiens du Darién et les flibustiers français, avait proposé au roi de France d'installer une colonie à cet endroit, mais le ministre de la Marine l'en décourage car il craint que la toute jeune Louisiane ne fasse les frais de la fureur espagnole.
Le duc de Saint-Simon a décrit l'expédition avec précision et emphase dans ses Mémoires, comme « un opéra créé pour Louis XIV, produit par Pontchartrain ; livret, musique et mise en scène du baron de Pointis ; exécuté par la troupe et l'orchestre de la marine royale, avec le concours du chœur des flibustiers, Ducasse coryphée ».
L'expédition comptait Jean-Joseph de Paty, Jean-Bernard de Pointis, Jean-Baptiste Du Casse et Joseph d'Honon de Gallifet. Jacques Yvon des Landes, marchand, planteur de sucre à Saint-Domingue, et flibustier des autres expéditions, participa en finançant l’armement de deux vaisseaux, mais ne fut pas présent physiquement. Parmi les bénéficiaires de cette expédition et celle de la Jamaïque, l'historien Pierre Pluchon cite aussi Bréda, Brach, Dantzé et Jean Fournier de Varennes.